# Смерть з небес!
«Смерть з небес!: Ось шляхи кінця світу» (англ. Death from the Skies!: These Are The Ways The World Will End) — книга американського астронома Філа Плейта, відомого під прізвиськом «Поганий Астроном». Книга була опублікована в 2008 році і досліджує різні шляхи, якими людство може загинути через різні астрономічні явища.

## Контекст
Під час інтерв'ю автор заявив, що однією з причин написання книги було те, що «Всесвіт неймовірно негостинний, але у нас є планета, з якою все добре. Інша причина — Всесвіт неймовірно крутий і цікавий. Про чорні діри справді цікаво думати. Насправді більшість із них захоплива й весела. Що станеться із Сонцем через 100 квадрильйонів років? Сто октильйонів? гугол?» Він також сказав, що причиною опису сценаріїв кінця світу було його бажання представити наукову точку зору, зробивши це таким захопливим, як американські гірки чи фільм жахів.

## Деякі теми, розглянуті в книзі
| Астрономічна подія      | Оцінка ймовірності загибелі                        | Коментар |
| ----------------------- | -------------------------------------------------- | --- |
| Падіння астероїда       | 1 до 700000 протягом життя людини                  | Можна запобігти удару. |
| Сонячний спалах         | Ймовірність, безпосередньо пов'язана з подією, — 0 | Енергія від спалаху може пошкодити енергомережі в глобальному масштабі, що може спричинити багато смертей. Розробка надійних електромереж може запобігти масовій аварії. |
| Вибух наднової          | 1 до 10000000                                      | Смерть від руйнування озонового шару та радіації, якщо наднова перебуває на відстані менш як 25 світлових років від Землі.                                               |
| Гамма-спалах            | 1 до 14000000                                      | Смерть від радіації та руйнування озонового шару від спалаху на відстані до 7000 світлових років.                                                                        |
| Теплова смерть Всесвіту | Неминуче                                           | Об'єкти, що залишаться, навряд чи будуть взаємодіяти після розпаду протонів і випаровування чорних дір. Розрахункова шкала часу для цієї ери перевищує 1092 років.       |

## Відгуки
Книжка отримала позитивні відгуки від Тодда Дейлі з журналу Wired, Ненсі Аткінсон із Universe Today і Ребекки Вотсон зі Skepchick. Його також рецензувала Сара Зелінскі для журналу Smithsonian.

## Вплив на інші твори
У 2010 році канал Discovery випустив документальний фільм «Поганий Всесвіт Філа Плейта», який базувалося на кількох розділах книги.
Джордж Граб і Філ Плейт записали пісню під назвою «Death from the Skies», текст якої базується на деяких з подій, висвітлених у книзі.